# Bryum pachycladum
Bryum pachycladum är en bladmossart som beskrevs av Jules Cardot och Potier de la Varde 1925. Bryum pachycladum ingår i släktet bryummossor, och familjen Bryaceae. Inga underarter finns listade i Catalogue of Life.